# Chance
Als Chance ([ˈʃɑ̃ːs(ə)], auch [ˈʃaŋsə]; altfranzösisch cheance, „möglicher Fall, Wahrscheinlichkeit, Glücksfall“) wird in der Umgangssprache eine günstige Gelegenheit für oder Aussicht auf einen Erfolg oder Glück bezeichnet.

## Allgemeines
Im Wörterbuch wird die Chance als „dargebotene, günstige Möglichkeit oder Gelegenheit“ definiert. Chancen sind also stets mit einer positiven Aussicht verbunden, negative Aussichten heißen Gefahr. Ist ungewiss, ob positive oder negative Aussichten bestehen, wird neutral von Risiko gesprochen. Ob sich eine Chance verwirklicht, wird sich erst in der Zukunft zeigen, so dass Chancen stets einer Unsicherheit unterliegen. Das ist der Grund, warum sich Wirtschaftswissenschaften, Entscheidungstheorie, Informationstheorie, Spieltheorie und Stochastik mit Chancen, Gefahren und Risiken befassen.

## Wirtschaftswissenschaften
Waldemar Wittmann definierte 1959 die Chance als Möglichkeit, „in Wirklichkeit günstiger abzuschneiden, als es aufgrund der Planüberlegungen zu erwarten ist“. Auch Peter Kupsch versteht die Chance als Gewinnmöglichkeit. Risiko wird in diesem Zusammenhang als Unsicherheit über den Eintritt möglicher Ereignisse verstanden, wobei die Unsicherheit auf ein Informationsdefizit zurückzuführen ist. Während die subjektive Unsicherheit beim Entscheidungsträger vorhanden ist und durch subjektive und objektive Wahrscheinlichkeitsverteilungen gemessen werden kann, kann für die objektive Ungewissheit keine Wahrscheinlichkeit ermittelt werden. Chance ist damit eine positive Ungewissheit, Gefahr eine negative. Chancen und Gefahren werden an Zielen gemessen.  
In der Betriebswirtschaftslehre werden Gewinnchancen und Verlustgefahren thematisiert. Damit befassen sich vor allem die Marktteilnehmer auf Finanzmärkten (Devisen-, Geld-, Kapital- und Kreditmarkt). Die an den Wertpapierbörsen gehandelten Finanzinstrumente wie Aktien und Anleihen sind typische, mit Gewinnchancen oder Verlustgefahren verbundene Finanzierungstitel. Die Risikoeinstellung des Risikoträgers nimmt dabei folgende Prioritäten ein:
| Risikoeinstellung | Priorisierung                   |
| ----------------- | ------------------------------- |
| Risikoscheu       | Verlustgefahren > Gewinnchancen |
| Risikoneutralität | Verlustgefahren = Gewinnchancen |
| Risikofreude      | Verlustgefahren < Gewinnchancen |

Der Risikoscheue schätzt die Verlustgefahren höher ein als die Gewinnchancen (100 Geldeinheiten Verlust wiegen schwerer als 100 Geldeinheiten Gewinn), während der Risikoneutrale eine indifferente Risikoneigung besitzt.

## Entscheidungstheorie
Hier kann Risiko als beiderseitige Abweichung vom Erwartungswert abgebildet werden und beinhaltet dann gleichzeitig Gefahr und Chance. Dieses „Risiko als Gefahr und Chance“ wird in den meisten Fachgebieten vertreten, so etwa im Supply-Chain-Risikomanagement. Das in der Entscheidungstheorie bedeutende Bernoulli-Prinzip als Entscheidungsregel für Entscheidungen unter Risiko kennt unter anderem das Dominanzprinzip, wonach bei zwei Wahrscheinlichkeitsverteilungen mit jeweils zwei Ergebnissen (einfache Chance) diejenige vorzuziehen ist, die den höheren Wert mit der größeren Wahrscheinlichkeit verspricht.

## Chance als mathematische (Gleich-)Verteilung
Aus mathematischer Sicht bezeichnet Chance die Möglichkeit des Eintreffens eines günstigen Ereignisses mit einer mathematischen Wahrscheinlichkeit, die größer als Null, aber kleiner als Eins ist. Man bezeichnet dann auch oft die Wahrscheinlichkeit selbst als Chance. Gelegentlich wird Risiko als Wahrscheinlichkeit des Eintreffens eines Ereignisses verwendet; in diesem Fall können Chance und Risiko die gleiche Bedeutung haben.

## Informationstheorie
Die Probleme der unvollkommenen Information wurden in der ökonomischen Fachliteratur bisher vorwiegend unter den Begriffen „Risiko und Chance“ behandelt. Eine Entscheidung ist stets mit Ungewissheiten behaftet durch die ihr zugrunde liegenden Informationsdefizite.  

## Spieltheorie
Für Carl Friedrich Gethmann ist „der Grad eines Risikos (einer Chance) gleich dem Produkt aus (numerisch ausgedrücktem) Schaden und (numerisch ausgedrückter) Wahrscheinlichkeit für den Eintritt des Ereignisses“. Hierin wird Risiko mit Chance gleichgesetzt und die Gefahr nicht berücksichtigt.
Im Spiel ist die Chance bedingt durch Einsatzart und Einsatzhöhe. Eine Chance ist bei einem Nullsummenspiel fair, wenn die Möglichkeit zu gewinnen wenigstens so groß ist wie zu verlieren. In absoluter Häufigkeit ausgedrückt (siehe Odds) bedeutet dies eine Chance von {\displaystyle 1:1} (oder {\displaystyle 50:50}; „fifty-fifty“), also den Gleichstand beider Möglichkeiten. Als relative Häufigkeit ausgedrückt entspricht dies einem Verhältnis von {\displaystyle 1:2} (50 Prozent) – die Gewinnmöglichkeit ist eine von zwei Möglichkeiten.
Die Erkenntnisse der häufig angewandten SWOT-Analyse können als Entscheidungsgrundlage in der Spieltheorie genutzt werden.

## Stochastik
Eine Chance (englisch Odds) ist in der Wahrscheinlichkeitstheorie und Statistik eine Möglichkeit, Wahrscheinlichkeiten anzugeben. Mathematisch berechnen sich Chancen wie folgt:
{\displaystyle R(A)={\frac {\mathbb {P} (A)}{1-\mathbb {P} (A)}}}.
Dabei ist  {\displaystyle R(A)} der Wert der Chance und {\displaystyle \mathbb {P} (A)} die Wahrscheinlichkeit, dass das Ereignis {\displaystyle A} eintritt.

## Sonstiges

### Chancengleichheit
In den Gesellschaftswissenschaften wird der Begriff der Chance meist mit der Gleichverteilung des Zugangs zu gesellschaftlichen Ressourcen unter den Angehörigen aller Bevölkerungsgruppen verbunden, so dass alle dieselbe Ausgangsposition haben. Siehe dazu Chancengleichheit und Bildungsparadox.

### Chancengerechtigkeit
Chancengerechtigkeit ist die Forderung nach gerechter Verteilung sozialer Güter wie Bildung und Erziehung. Bei Bildungschancen zeigt sich, dass manche Chancen auch durch Aktivitäten wahrgenommen werden müssen, um sie nutzen zu können. 

### Aktion/Handlung
In anderer (nicht-mathematischer) Auffassung bezeichnet Chance die als solche erkannte Möglichkeit, durch gezieltes Handeln einen im eigenen Interesse liegenden Zustand zu erreichen. Chance bezieht sich hier auf ein Subjekt (Person oder Organisation). Die Nutzung der Chance setzt folglich eine zielgerichtete Aktion des die Chance erkennenden Subjekts voraus. Im Kern liegt die Chance in der zielgerichteten Aktion. Für diese Aktion gibt es auf das Individuum bezogen keine Wahrscheinlichkeit, da das Individuum selber entscheidet, ob es die Aktion ausführt.
Der Unterschied zur mathematischen Sichtweise zeigt sich beispielsweise beim Roulette. Hier ist die Chance für Rot oder Schwarz im nächsten Spiel jeweils gleich und annähernd 50 Prozent. Ein Spieler, der noch einen Jeton besitzt, hat die Chance, durch Einsatz des Jetons sein Vermögen zu vermehren. Ein Spieler, der keinen Jeton (mehr) besitzt, hat keine Chance, seinen Besitz zu vermehren. 

### Ideologie
Da eine Chance unterstellt, dass sie von nicht weiter zu hinterfragenden Rahmenbedingungen abhängt, denen der Inhaber der Chance sich unterwirft, ergibt sich die Möglichkeit ideologischer Nutzung. Chance erscheint als positiv besetzter Begriff. Wer eine Chance hat, soll sie nutzen, weil sie ihm geboten wird. Die Bedingungen für den Erfolg gelten so als nicht zu hinterfragende. Der vermeintliche (subjektive) Vorteil, eine Chance gehabt zu haben, legitimiert insofern die zugrunde liegende Konkurrenz und die Ausgestaltung der konkreten Bedingungen für Erfolg. Die naive Zustimmung zu einer Veranstaltung, in der Chancen gegeben werden, befördert daher vornehmlich den objektiven Nutzen solcher Interessengruppen/Personen, welche die Bedingungen der Chancen hergestellt haben und kontrollieren (Spielbank, Politik, Wirtschaft, Bildung). Diejenigen, die die Bedingungen für Chancen festlegen, sind daher auch daran interessiert, dass die grundsätzliche Unwiderrufbarkeit der Bedingungen für die Chancen – es werden ja wirkliche Chancen gegeben – nicht mehr in Frage gestellt wird. So können Interessen der Teilnehmer ideologisch ausgehebelt und die sich statistisch notwendigerweise ergebende Versagerquote als Bündel persönlicher Schuldfragen/Schicksalsfragen diskutiert und problematisiert werden.